# 土佐電気鉄道新地線
新地線（しんちせん）は、高知県高知市内の若松町通（現・知寄町二丁目）と若松町を結んでいた、土佐電気鉄道（現・とさでん交通）の軌道路線。

## 路線データ
- 路線距離（営業キロ）：0.5km
- 軌間：1067mm
- 駅数：2駅（起終点駅含む）
- 電化区間：全線（直流600V）

## 歴史
- 1911年（明治44年）8月22日 （初代）土佐電気鉄道により新地通（現在の知寄町二丁目） - 新地（後に若松町に改称）間が開業
- 1922年（大正11年）8月1日 土佐電気鉄道と土佐水力電気が合併し土佐電気を設立。同社の路線となる。
- 1936年（昭和11年）7月27日 新地通を海岸通に、新地を海岸通終点に改称
- 1938年（昭和13年）2月1日 海岸通を若松町通に、海岸通終点を若松町に改称
- 1941年（昭和16年）7月12日 高知鉄道が土佐電気の軌道部門と土佐バスを合併し、土佐交通に社名変更。土佐交通の路線となる。
- 1948年（昭和23年）6月3日 南海鍛圧機（土佐電気が社名変更）が土佐交通を合併し、（二代目）土佐電気鉄道に社名変更。土佐電気鉄道の路線となる。
- 1944年（昭和19年）7月15日 不要不急の路線とされたため休止
- 1954年（昭和29年）7月19日 若松町通 - 若松町を廃止

## 停留所一覧
若松町通（現知寄町二丁目） - 若松町

## 接続路線
- 若松町通：土佐電気鉄道後免線